# Tumaini University
Die Tumaini University ist eine höhere Bildungsanstalt in Tansania mit mehreren Standorten. Das Hauptquartier befindet sich in Usa River nahe der Stadt Arusha.

## Geschichte
Die Gründung erfolgte 1996 durch die Evangelisch-Lutherische Kirche in Tansania, allerdings gab es das schon seit 1947 als Theologie-Seminar. Das Kilimanjaro Christian Medical College (KCMC) gab es seit 1971.

## Gliederung
Seit dem Jahr 2013 ist die Tumaini University in folgende Bereiche gegliedert:
- Tumaini University Makumira: Der früher Lutheran Theological College at Makumira genannte Campus ist eine staatlich anerkannte Universität.[4]
- Kilimanjaro Christian Medical College: Das im Norden von Moshi gelegene College ist auf medizinische Ausbildung spezialisiert.[5]
- Das Dar es Salaam College ist ein Bestandteil der Tumaini University Makumira und ein staatlich anerkanntes Privat-College.[4]
- Das Stefano Moshi University College ist ein Bestandteil der Tumaini University Makumira.
- Josiah Kibira University College: Dieses 2013 eingerichtete College ist ebenfalls ein Bestandteil der Tumaini University Makumira.
- Southern Highlands University College (SHUCO): Dieses vormals Lutheran Mbeya Teachers Training College genannte Institut wurde 2013 ein Bestandteil der Tumaini University Makumira mit dem Namen TUMA Mbeya Centre.

Das Iringa University College wurde am 25. Oktober 2013 eine selbständige Universität mit dem Namen University of Iringa (UoI).
Das Sebastian Kolowa University College wurde im Oktober 2012 zur selbständigen Universität Sebastian Kolowa Memorial University (SEKOMU).

## Studienangebot

### Makumira University
Die Tumaini University Makumira  (TUMA) mit dem Standort Arusha ist eine staatlich anerkannte Universität. Sie bietet folgende Fakultäten:
- Theologie:
  - Diplom, Bachelor, Master, Doktor in Kooperation mit der Universität Kopenhagen
- Humanistik und Sozialwissenschaften:
  - Soziologie
  - Musikwissenschaft
  - Geschichte
  - Geographie
  - Sprachen (Bachelor in Kiswahili, Englisch, Französisch)
  - Erziehungswissenschaften
- Rechtswissenschaften

### Kilimanjaro Christian Medical College
Das Kilimanjaro Christian Medical College liegt vier Kilometer nördlich von Moshi und wurde als Kilimanjaro Christian Medical Centre (KCMC) 1971 zur medizinischen Versorgung, sowie für Lehre und Forschung eröffnet. Es bietet die drei Fakultäten:
- Medizin
- Pflege
- Rehabilitation